# Thanjavur Muktha
Thanjavur Muktha notée souvent T. Mukta ou tout simplement Muktha, née en 1914, décédée en 2007, est une musicienne indienne de musique carnatique. Elle a formé pendant plusieurs années un duo avec sa sœur aînée Brinda. Son parcours artistique est marqué par une grande longévité.

## Biographie
Muktha reçoit une grande partie de sa formation initiale de sa mère Kamakshi, elle-même transmettant un savoir et un style issus, de femme en femme, de sa propre mère, la musicienne Veenai Dhanammal, avec une façon de jouer la musique carnatique connue pour ses mouvements séduisants et sans hâte, ainsi que pour son utilisation de gamaks complexes. De plus, Muktha et sa sœur Brinda sont formées pendant une longue période par Kanchipuram Naina Pillai. Après sa formation avec Naina Pillai, Muktha bénéficie d’un enseignement de sa tante Lakshmiratnam. Sa grand-mère, la légendaire Veenai Dhanammal, lui a aussi appris quelques compositions,.
Elle donne sa première représentation vers l'âge de dix ans. Mais un moment décisif pour le duo Brinda-Muktha se produit en 1934 quand elles se produisent aux festivités pour le Rama Navami (une fête religieuse) organisées par leur gourou Naina Pillai à Kanchipuram. Ensuite, pendant presque quatre décennies, elles jouent ensemble. Leur sœur cadette Abhiramasundari les accompagnait au violon. Lorsque le duo se sépare, Muktha commence à donner des concerts seule, ou accompagnée par l'un ou l'autre de ses élèves. Son expertise dans le rendu des ragas est considérée comme unique. Les ragas , que l’on peut traduire par couleur ou passion, sont non seulement une combinaison donnée de sons, mais correspondent aussi à une atmosphère émotionnelle.
Durant ses dernières années, son entourage familial se réduit, pour les membres de sa génération. Ses frères, sa sœur Abhiramasundari et ses cousins Balasaraswati et Ranga meurent avant la dernière décennie du XXe siècle. Sa sœur Brinda meurt au milieu des années 1990, et le cousin T. Sankaran (fils de Lakshmiratnam) suit en 2000.
Le dernier concert officiel de Muktha a lieu à Cleveland en 2003,. Mais un concert a encore lieu en janvier 2004, alors qu’elle a presque 90 ans, non plus dans une salle de spectacle mais au domicile d’un autre chanteur indien, Musiri Subramania Iyer (en) à Chennai. Elle meurt en 2007.
Muktha a reçu le Sangeet Natak Akademi Award en 1972.